# Jonathan Gómez (futbolista nacido en 2003)
Jonathan Germán Gómez Mendoza (North Richland Hills, Texas, 1 de septiembre de 2003) es un futbolista estadounidense de origen mexicano que juega de defensa en el Albacete Balompie de la Liga Hypermotion.

## Trayectoria

### Futbol juvenil
Gómez se unió a la academia del FC Dallas en 2016 a la edad de 12 años. Progresó a través de las filas comenzando con el lado Sub-13 como extremo izquierdo. Durante sus tres años con la academia FCD, pasó a jugar como fullback. Después de tres años en la academia, Gómez firmó un contrato amateur con el equipo reserva del FC Dallas North Texas SC en la USL League One a la edad de 15 años. Durante su tiempo con North Texas, Gómez fue titular y jugó en 9 partidos, sumando 2 asistencias.

### Louisville City
El 5 de marzo de 2020 Louisville City FC anunció que había fichado a Gómez a un contrato profesional. Gómez hizo su debut en Louisville City en una derrota por 3-1 ante los Pittsburgh Riverhounds, entrando en el minuto 83 en sustitución de Brian Ownby.

### Real Sociedad
El 30 de septiembre de 2021 la Real Sociedad anunció un acuerdo con Louisville City para la transferencia de Gómez, con el jugador firmando un contrato hasta 2025 y siendo asignado inicialmente a la Real Sociedad "B" en Segunda División.
El 11 de agosto de 2023, firma por el Club Deportivo Mirandés de la Segunda División de España cedido por la Real Sociedad.

## Selección nacional

### Inferiores y Estados Unidos
Gómez ha representado tanto a Estados Unidos como a México en categorías inferiores, incluida la victoria en los amistosos internacionales Nike de 2019 con la sub-16 de Estados Unidos. Se entrenó con la selección absoluta de México durante su segundo lugar ante Estados Unidos en las Finales de la Liga de Naciones de la CONCACAF de 2021 antes de ser nombrado para la escuadra provisional de Estados Unidos para la Copa Oro de la CONCACAF de 2021.
El 18 de diciembre de 2021 debutó con la selección estadounidense en un amistoso ante Bosnia y Herzegovina.
El 20 de mayo de 2023 marcó el gol que le dio la victoria a Estados Unidos frente a Ecuador por el mundial sub-20 de la Fifa.

### México
El 21 de abril de 2022 recibió una convocatoria de parte del técnico Gerardo Martino para disputar un encuentro amistoso ante la selección de Guatemala a disputarse el día 27 del mismo mes.

## Vida personal
Nacido en los Estados Unidos, Gómez es de ascendencia mexicana. Es el hermano menor del futbolista Johan Gómez, quien jugó en el North Texas SC antes de mudarse al F. C. Porto.

## Clubes

### Estadísticas
Actualizado de acuerdo al último partido jugado el 2 de junio de 2024.
| Club                           | Div.          | Temporada     | Liga  | Liga  | Liga   | Copas nacionales | Copas nacionales | Copas nacionales | Copas internacionales | Copas internacionales | Copas internacionales | Otros | Otros | Otros  | Total | Total | Total  |
| Club                           | Div.          | Temporada     | Part. | Goles | Asist. | Part.            | Goles            | Asist.           | Part.                 | Goles                 | Asist.                | Part. | Goles | Asist. | Part. | Goles | Asist. |
| ------------------------------ | ------------- | ------------- | ----- | ----- | ------ | ---------------- | ---------------- | ---------------- | --------------------- | --------------------- | --------------------- | ----- | ----- | ------ | ----- | ----- | ------ |
| North Texas SC Estados Unidos  | 1.ª           | 2019          | 8     | 0     | —      | —                | —                | —                | —                     | —                     | —                     | 1     | 0     | -      | 9     | 0     | 0      |
| North Texas SC Estados Unidos  | Total club    | Total club    | 8     | 0     | 0      | 0                | 0                | 0                | 0                     | 0                     | 0                     | 1     | 0     | 0      | 9     | 0     | 0      |
| Louisville City Estados Unidos | 1.ª           | 2020          | 10    | 0     | —      | —                | —                | —                | —                     | —                     | —                     | —     | —     | —      | 10    | 0     | 0      |
| Louisville City Estados Unidos | 1.ª           | 2021          | 21    | 2     | —      | —                | —                | —                | —                     | —                     | —                     | —     | —     | —      | 21    | 2     | 0      |
| Louisville City Estados Unidos | Total club    | Total club    | 31    | 2     | 0      | 0                | 0                | 0                | 0                     | 0                     | 0                     | 0     | 0     | 0      | 31    | 2     | 0      |
| Real Sociedad "B" · España     | 2.ª           | 2021-22       | 14    | 0     | 1      | —                | —                | —                | —                     | —                     | —                     | —     | —     | —      | 14    | 0     | 1      |
| Real Sociedad "B" · España     | 1.ª F         | 2022-23       | 29    | 1     | —      | —                | —                | —                | —                     | —                     | —                     | —     | —     | —      | 29    | 1     | 0      |
| Real Sociedad "B" · España     | Total club    | Total club    | 43    | 1     | 1      | 0                | 0                | 0                | 0                     | 0                     | 0                     | 0     | 0     | 0      | 43    | 1     | 1      |
| C. D. Mirandés · España        | 2.ª           | 2023-24       | 38    | 1     | 4      | 1                | 0                | 0                | —                     | —                     | —                     | —     | —     | —      | 39    | 1     | 4      |
| C. D. Mirandés · España        | Total club    | Total club    | 38    | 1     | 4      | 1                | 0                | 0                | 0                     | 0                     | 0                     | 0     | 0     | 0      | 39    | 1     | 4      |
| Total carrera                  | Total carrera | Total carrera | 120   | 4     | 5      | 1                | 0                | 0                | 0                     | 0                     | 0                     | 1     | 0     | 0      | 122   | 4     | 5      |

## Palmarés
| Título                                              | Club           | País           | Año  |
| --------------------------------------------------- | -------------- | -------------- | ---- |
| Título de la temporada regular de la USL League One | North Texas SC | Estados Unidos | 2019 |
| Campeonato de la USL League One                     | North Texas SC | Estados Unidos | 2019 |